# シアラ
シアラ（Ciara、本名：シアラ・プリンセス・ハリス（Ciara Princess Harris）、1985年10月25日 - ）は、アメリカ合衆国の女性歌手、ダンサー、ファッションモデル、女優である。テキサス州オースティンで生まれた。身長177cm。

## 生い立ち
テキサス州オースティンで父カールトン・クレイ・ハリスと母ジャッキーの間に長女として生まれる。兄弟はおらず一人っ子である。父親がアメリカ陸軍に勤務していた関係からドイツ、ニューヨーク、カリフォルニア州、アリゾナ州、ネバダ州で育った。
しばしば、マイケル・ジャクソンを最大のインスピレーションとして挙げているが、デスティニーズ・チャイルドをテレビ番組で観て歌手になる決意を10代前半に固め、トレーニングを開始する。高校時は、高校のチアリーダーもやっていた。それからHearsayのガールズグループに加わり、作詞・作曲にいそしむが独立する。
2003年にリヴァデール高校を卒業する頃に音楽プロデューサーのジャジー・フェイに出会い、「音楽の才能がある魂」と評され、ラ・フェイス・レコードと契約する。ジャジーの助けを借りてデビューアルバムの制作を開始した。

## キャリア

### 2004年 - 2005年：『グッディーズ』
2004年夏にアルバム『グッディーズ』でデビューした。アルバムは2004年9月28日にアメリカ、2005年1月24日にイギリスでリリースされた。アルバムはBillboard Hot 100上で首位を獲得、236万枚を売り上げた。次の年にアルバムは全世界で発売されたが、商業的には大きな成功をしなかった。
シアラのデビューシングル『グッディーズ』はアメリカとイギリスのチャートで1位を獲得した。そして、ミッシー・エリオットをフィーチャーした2枚目のシングル『ワン・ツー・ステップ』、リュダクリスをフィーチャーした3枚目のシングル『Oh』も両国のトップ5入りした。4枚目のシングル『アンド・アイ』は他の3枚のシングルと比較して十分なヒットにならなかった。2005年夏に『グッディーズ』と表題を付けたミュージック・ビデオ、ドキュメンタリーと解説を加えたDVDを発表した。
彼女はグラミー賞候補を『ワン・ツー・ステップ』で新人歌手賞、『ルーズ コントロール』で最優秀ショート音楽ビデオで受けた。

### 2006年 - 2007年：『シアラ：エボリューション』
2006年2月8日に行われたグラミー賞授賞式で最優秀ショート音楽ビデオを受賞。
2006年4月、シアラはField Mob's のBillboard Hot 100トップ10シングル『So What』でフィーチャーされた。
2006年10月17日発売のDiddy（ショーン・コムズ）のニューアルバム「プレスプレイ」 "Press Play"の中の"Wanna Move"でBig BoiとScarと共に呼ばれた。
2枚目のアルバム『シアラ：エボリューション』は2006年12月にリリースされた。アルバムはリリースからわずか5週間後にアメリカを含む世界中でプラチナ認定を受けた。
3枚目のスタジオ・アルバム『ファンタジー・ライド』は2009年5月5日にアメリカでリリースされた。アルバムからの最初のシングル『ネヴァ・エヴァ』は2009年1月にリリースされたものでラッパー、ヤング・ジージーをフィーチャーしており、R&B/Hip-Hop Chartsトップ10入りした。2枚目のシングル『ラヴ・セックス・マジック』ではジャスティン・ティンバーレイクをフィーチャーしており同年3月にリリースされた。同作はBillboard Hot 100を含む複数のチャートでヒットを記録している。
2008年9月にStand Up to Cancer（癌患者を支援する組織）の研究や資金を援助するチャリティーソング『ジャスト・スタンド・アップ』を発表。プロデュースはLAリードとベイビーフェイス。15人の歌手は9月5日にライブを行い、その様子はABC、NBCとCBSで同時にスペシャルとして放送された。シングルは現在、デジタル・ダウンロードで利用できる。

## 私生活
2005年にラッパーのバウ・ワウと交際を開始、2006年4月に破局した。2016年にNFLシアトル・シーホークスのQBラッセル・ウィルソンと結婚した。

## 歌手以外での活動

### ヴィルヘルミナでのモデル活動
彼女はモデル事務所、ヴィルヘルミナ・モデルズと契約した。

### 俳優活動
2005年5月、MTVの映画で俳優デビューした。

## ディスコグラフィ

### アルバム
（国内盤発売日）
- グッディーズ（2004年10月20日）
- シアラ：エボリューション（2006年12月6日）
- ファンタジー・ライド （2009年5月13日）
- ベーシック・インスティンクト （2010年12月15日)
- シアラ（2013年7月24日）
- ジャッキー（2015年5月27日）
- ビューティー・マークス（2019年6月5日）

### DVD
- グッディーズ：ザ・ビデオ&モア Goodies: The Videos & More（2005年9月21日）
- ガールズ・アタック スペシャル・コレクターズ・エディション ALL YOU'VE GOT

## 映画
| 年     | 作品名                | 役名             | 備考       |
| ------ | --------------------- | ---------------- | ---------- |
| 2006年 | ガールズ・アタック    | ベッカ・ワトリー | テレビ映画 |
| 2009年 | Mama, I Want to Sing! | アマラ           |            |
| 2023年 | カラーパープル        | 晩年のネッティ   |            |

## 日本公演
- 2005年 Ciara Japan Tour 2005

9月27日, 28日 Shibuya O-EAST